# سفوروکسیم اکستیل
سفوروکسیم اکستیل(به انگلیسی: Cefuroxime axetil) که با نام تجاری Zinnat در دیگر نام‌ها فروخته می‌شود، یک آنتی بیوتیک سفالوسپورینی نسل دوم خوراکی است. 
این دارو یک پیش دارو استوکسی‌اتیل استر از از سفوروکسیم است که به صورت خوراکی تجویز می‌شود. این پیش دارو پس از هیدرولیز در داخل بدن به سفوروکسیم تبدیل می‌شود. 
این آنتی بیوتیک در سال ۱۹۷۶ ثبت اختراع شد و در سال ۱۹۸۷ جهت مصارف پزشکی تایید شد.

## تاریخچه
سفوروکسیم اکستیل نخستین بار توسط شرکت گلاسکو که اکنون با نام گلاکسواسمیت‌کلاین شناخته می‌شود، در سال ۱۹۸۷ کشف و معرفی شد. در ۲۸ دسامبر ۱۹۸۷ توسط سازمان غذا و داروی آمریکا تایید شد. همکنون این دارو توسط شرکت گلاکسواسمیت‌کلاین با نام Ceftin در ایالات متحده  و Ceftum در هند در دسترس است.